# Neugartheim-Ittlenheim
Neugartheim-Ittlenheim est une commune française située dans la circonscription administrative du Bas-Rhin et, depuis le 1er janvier 2021, dans le territoire de la Collectivité européenne d'Alsace, en région Grand Est.
Cette commune se trouve dans la région historique et culturelle d'Alsace.
Les habitants de cette commune sont appelés les Neugartheimois Ittlenheimois et les Neugartheimoises Ittlenheimoises.

## Géographie
Neugartheim-Ittlenheim est située au pied de la colline du Kochersberg (302 m), qui est le sommet le plus élevé entre les cours de la Souffel et la Zorn.
| Willgottheim            |                        | Schnersheim       |
| Wintzenheim-Kochersberg | Neugartheim-Ittlenheim |                   |
| Kuttolsheim             |                        | Fessenheim-le-Bas |

### Hydrographie
La commune est dans le bassin versant du Rhin au sein du bassin Rhin-Meuse. Elle est drainée par le ruisseau le Plaetzerbaechel et le ruisseau le Haltbach,.

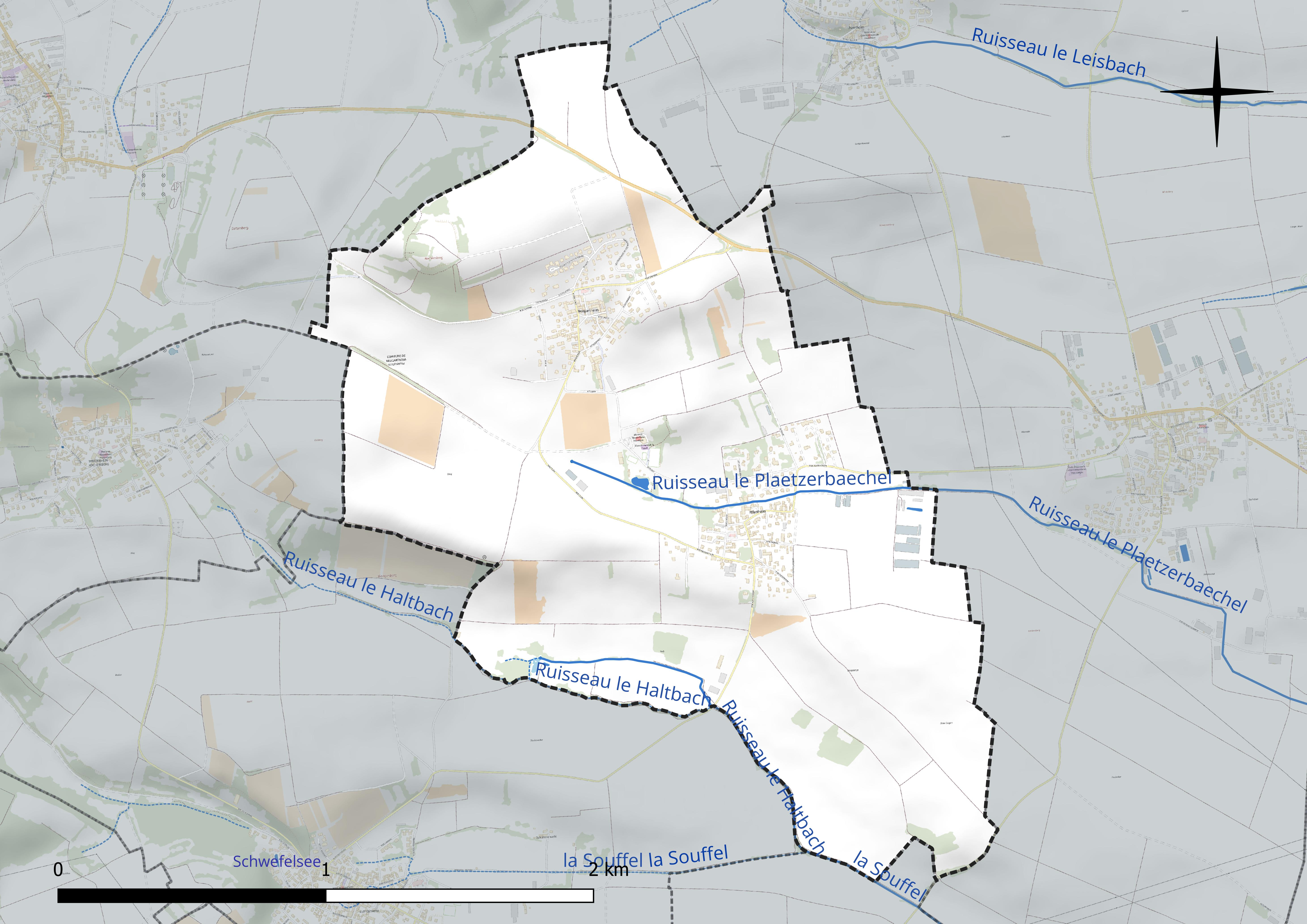
Réseau hydrographique de Neugartheim-Ittlenheim.

Un plan d'eau complète le réseau hydrographique : l'étang de la Felsch (0,2 ha),.

### Climat
Pour des articles plus généraux, voir Climat du Grand Est et Climat du Bas-Rhin.
En 2010, le climat de la commune est de type climat des marges montargnardes, selon une étude du Centre national de la recherche scientifique s'appuyant sur une série de données couvrant la période 1971-2000. En 2020, Météo-France publie une typologie des climats de la France métropolitaine dans laquelle la commune est exposée à un climat semi-continental et est dans la région climatique  Vosges, caractérisée par une pluviométrie très élevée (1 500 à 2 000 mm/an) en toutes saisons et un hiver rude (moins de 1 °C). 
Pour la période 1971-2000, la température annuelle moyenne est de 10,3 °C, avec une amplitude thermique annuelle de 17,7 °C. Le cumul annuel moyen de précipitations est de 728 mm, avec 9,4 jours de précipitations en janvier et 10,7 jours en juillet. Pour la période 1991-2020, la température moyenne annuelle observée sur la station météorologique de Météo-France la plus proche, « Waltenheim-sur-zorn », sur la commune de Waltenheim-sur-Zorn à 12 km à vol d'oiseau, est de 11,3 °C et le cumul annuel moyen de précipitations est de 652,2 mm. 
La température maximale relevée sur cette station est de 38 °C, atteinte le 7 août 2015 ; la température minimale est de −14,9 °C, atteinte le 20 décembre 2009,,. 
Les paramètres climatiques de la commune ont été estimés pour le milieu du siècle (2041-2070) selon différents scénarios d'émission de gaz à effet de serre à partir des nouvelles projections climatiques de référence DRIAS-2020. Ils sont consultables sur un site dédié publié par Météo-France en novembre 2022.

## Urbanisme

### Typologie
Au 1er janvier 2024, Neugartheim-Ittlenheim est catégorisée commune rurale à habitat dispersé, selon la nouvelle grille communale de densité à sept niveaux définie par l'Insee en 2022.
Elle est située hors unité urbaine. Par ailleurs la commune fait partie de l'aire d'attraction de Strasbourg (partie française), dont elle est une commune de la couronne,. Cette aire, qui regroupe 268 communes, est catégorisée dans les aires de 700 000 habitants ou plus (hors Paris),.

### Occupation des sols
L'occupation des sols de la commune, telle qu'elle ressort de la base de données européenne d’occupation biophysique des sols Corine Land Cover (CLC), est marquée par l'importance des territoires agricoles (86,3 % en 2018), en diminution par rapport à 1990 (88 %). La répartition détaillée en 2018 est la suivante : 
terres arables (71,2 %), zones urbanisées (13,7 %), zones agricoles hétérogènes (12,7 %), cultures permanentes (2,4 %). L'évolution de l’occupation des sols de la commune et de ses infrastructures peut être observée sur les différentes représentations cartographiques du territoire : la carte de Cassini (XVIIIe siècle), la carte d'état-major (1820-1866) et les cartes ou photos aériennes de l'IGN pour la période actuelle (1950 à aujourd'hui).

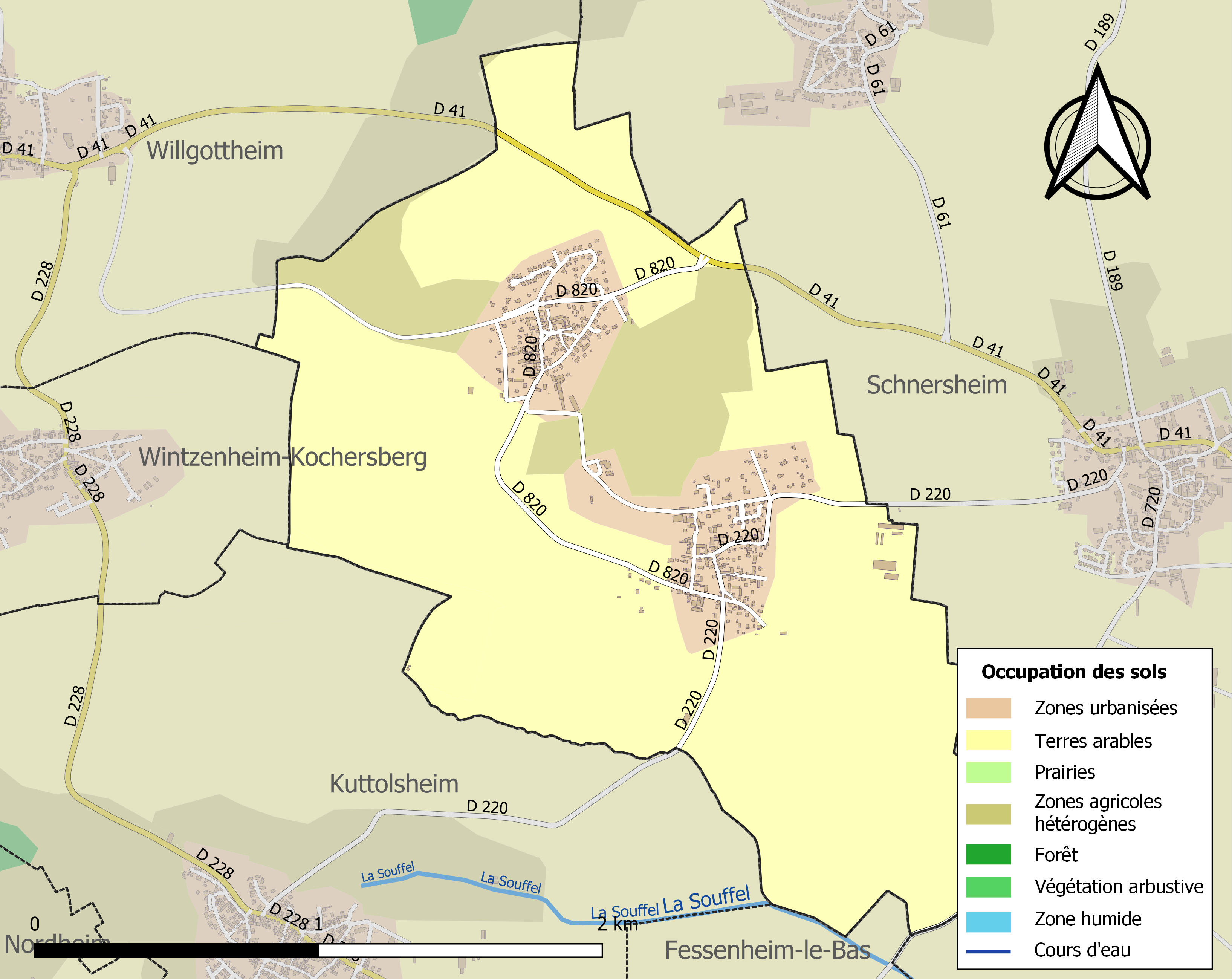
Carte des infrastructures et de l'occupation des sols de la commune en 2018 (CLC).

## Histoire
Le 1er janvier 1973, la commune devient Neugartheim-Ittlenheim à la suite du rattachement du village de Neugartheim à la commune d'Ittlenheim.
De cette fusion sont nés une nouvelle école primaire, une mairie, une salle des fêtes ainsi qu'un lieu de loisir, tous situés entre les deux villages.

### Héraldique
| Blason de Neugartheim-Ittlenheim | Blason  | D'azur à la bande d'or, accompagnée de six coquilles du même ordonnées en orle. |
| Blason de Neugartheim-Ittlenheim | Détails |                                                                                 |

## Politique et administration
| Période                                  | Période  | Identité              | Étiquette | Qualité |
| ---------------------------------------- | -------- | --------------------- | --------- | ------- |
| mars 2001                                | En cours | Jean-Charles Gangloff |           |         |
| Les données manquantes sont à compléter. |          |                       |           |         |

## Démographie
L'évolution du nombre d'habitants est connue à travers les recensements de la population effectués dans la commune depuis 1793. Pour les communes de moins de 10 000 habitants, une enquête de recensement portant sur toute la population est réalisée tous les cinq ans, les populations de référence des années intermédiaires étant quant à elles estimées par interpolation ou extrapolation. Pour la commune, le premier recensement exhaustif entrant dans le cadre du nouveau dispositif a été réalisé en 2007.

En 2022, la commune comptait 785 habitants, en évolution de −1,51 % par rapport à 2016 (Bas-Rhin : +3,17 %, France hors Mayotte : +2,11 %).
| 1793 | 1800 | 1806 | 1821 | 1831 | 1836 | 1841 | 1846 | 1851 |
| ---- | ---- | ---- | ---- | ---- | ---- | ---- | ---- | ---- |
| 307  | 272  | 168  | 207  | 235  | 267  | 224  | 233  | 248  |

| 1856 | 1861 | 1866 | 1871 | 1875 | 1880 | 1885 | 1890 | 1895 |
| ---- | ---- | ---- | ---- | ---- | ---- | ---- | ---- | ---- |
| 236  | 234  | 240  | 224  | 225  | 213  | 215  | 196  | 200  |

| 1900 | 1905 | 1910 | 1921 | 1926 | 1931 | 1936 | 1946 | 1954 |
| ---- | ---- | ---- | ---- | ---- | ---- | ---- | ---- | ---- |
| 207  | 210  | 197  | 152  | 159  | 154  | 153  | 147  | 153  |

| 1962 | 1968 | 1975 | 1982 | 1990 | 1999 | 2006 | 2007 | 2012 |
| ---- | ---- | ---- | ---- | ---- | ---- | ---- | ---- | ---- |
| 144  | 149  | 371  | 523  | 522  | 606  | 687  | 698  | 798  |

| 2017 | 2022 | - | - | - | - | - | - | - |
| ---- | ---- | - | - | - | - | - | - | - |
| 799  | 785  | - | - | - | - | - | - | - |

## Lieux et monuments
- Église Saint-Rémi de Neugartheim : certains éléments permettent de faire remonter la construction de l'édifice original au XVIe siècle. De cette église primitive, probablement due à l'architecte Strup Christman, il ne reste plus rien. Le bâtiment actuel est daté de 1784 (selon une inscription sur la porte Sud). L'église a été entièrement restaurée en 1994 et est inscrite à l'inventaire préliminaire des monuments historiques.
- Église Saints-Philippe-et-Jacques d'Ittlenheim.

- Monument commémoratif de la ligne de télégraphe Chappe Strasbourg - Paris : sur le mont Kochersberg, en lieu et place de l'ancien relais de cette ligne (qui a lui-même succédé au château du XIIIe siècle détruit trois siècles plus tard et dont il ne reste que le fossé périphérique), a été érigé un monument constitué d'une reproduction (inerte) de la partie visible d'un relais optique de l'époque, en service de 1797 à 1852. Il se voit (par temps clair) à une bonne dizaine de kilomètres (au moins jusqu'à Dingsheim, premier relais de la ligne citée).

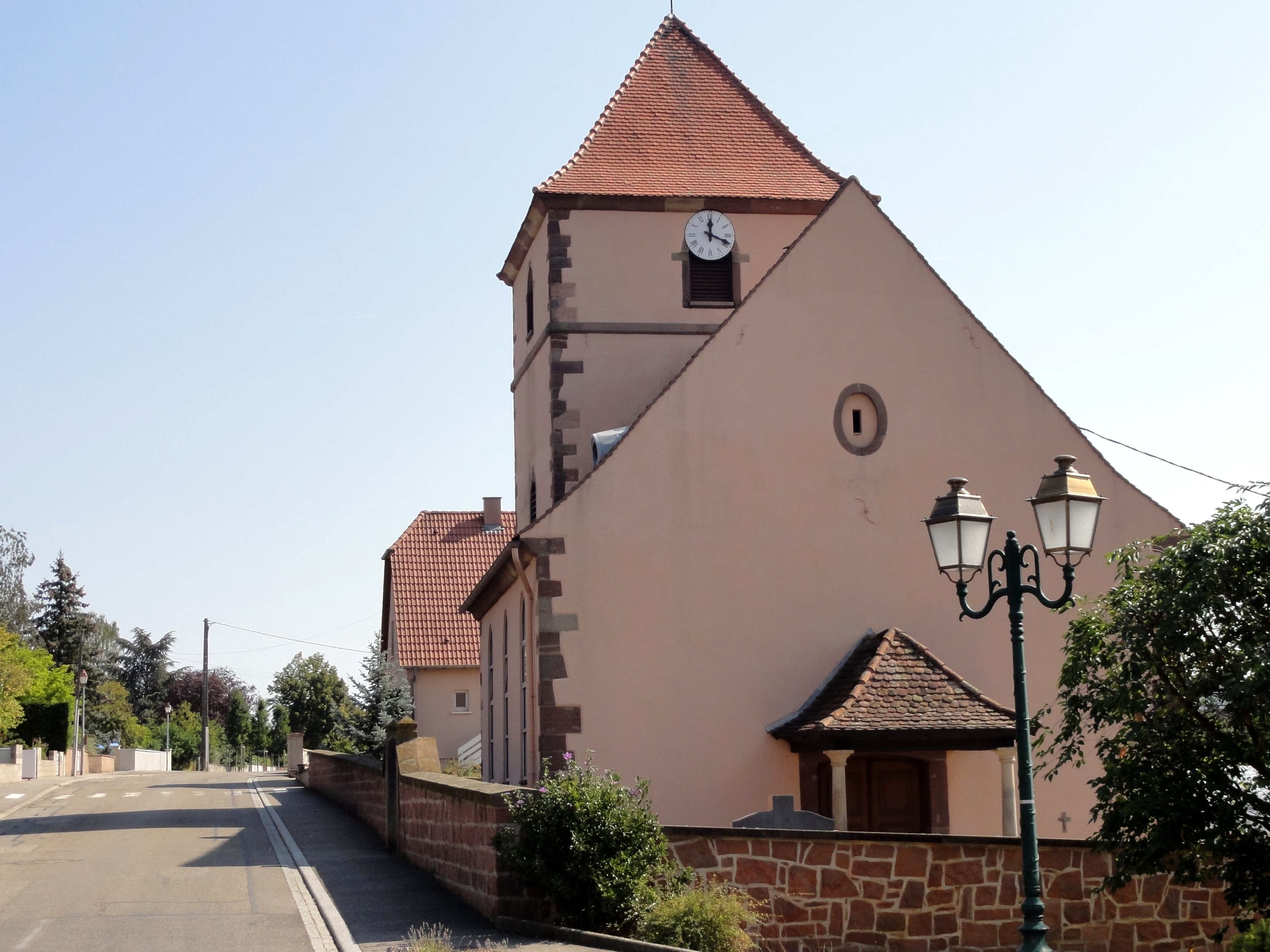
Église Saint-Rémi de Neugartheim.
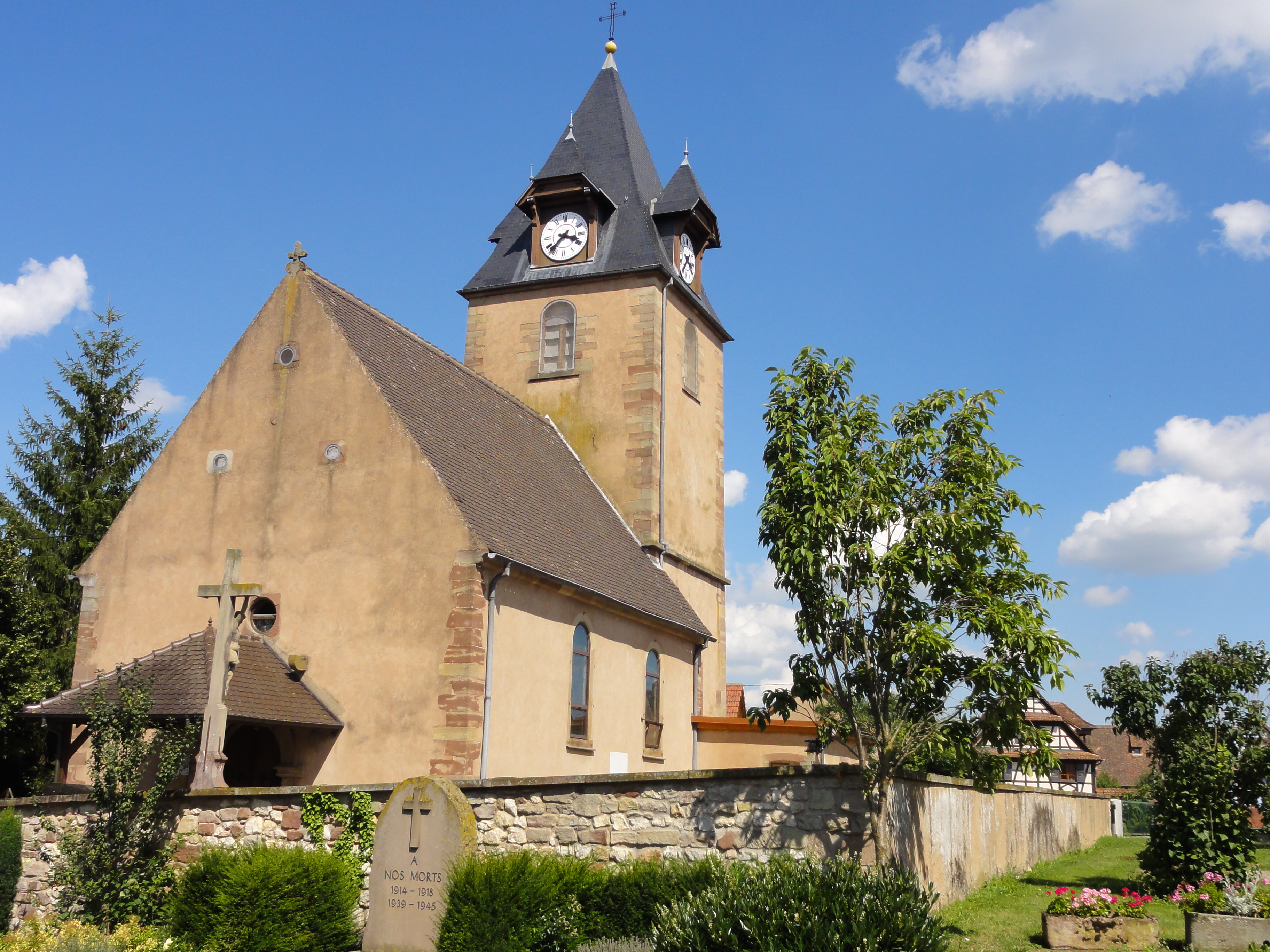
Église Saints-Philippe-et-Jacques d'Ittlenheim.
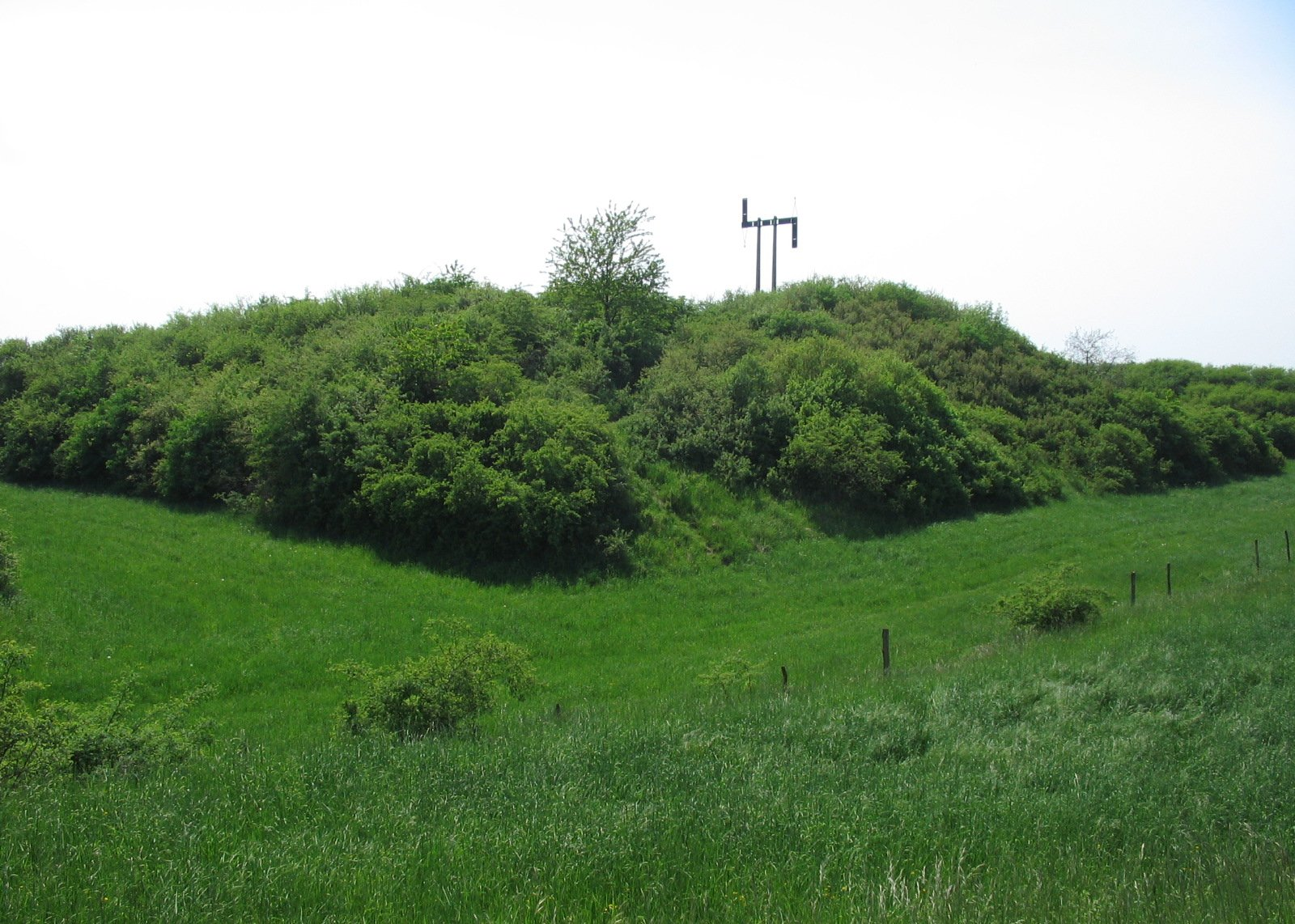
Le sommet du Kochersberg, emplacement de l'ancien château puis d'une tour de Chappe.
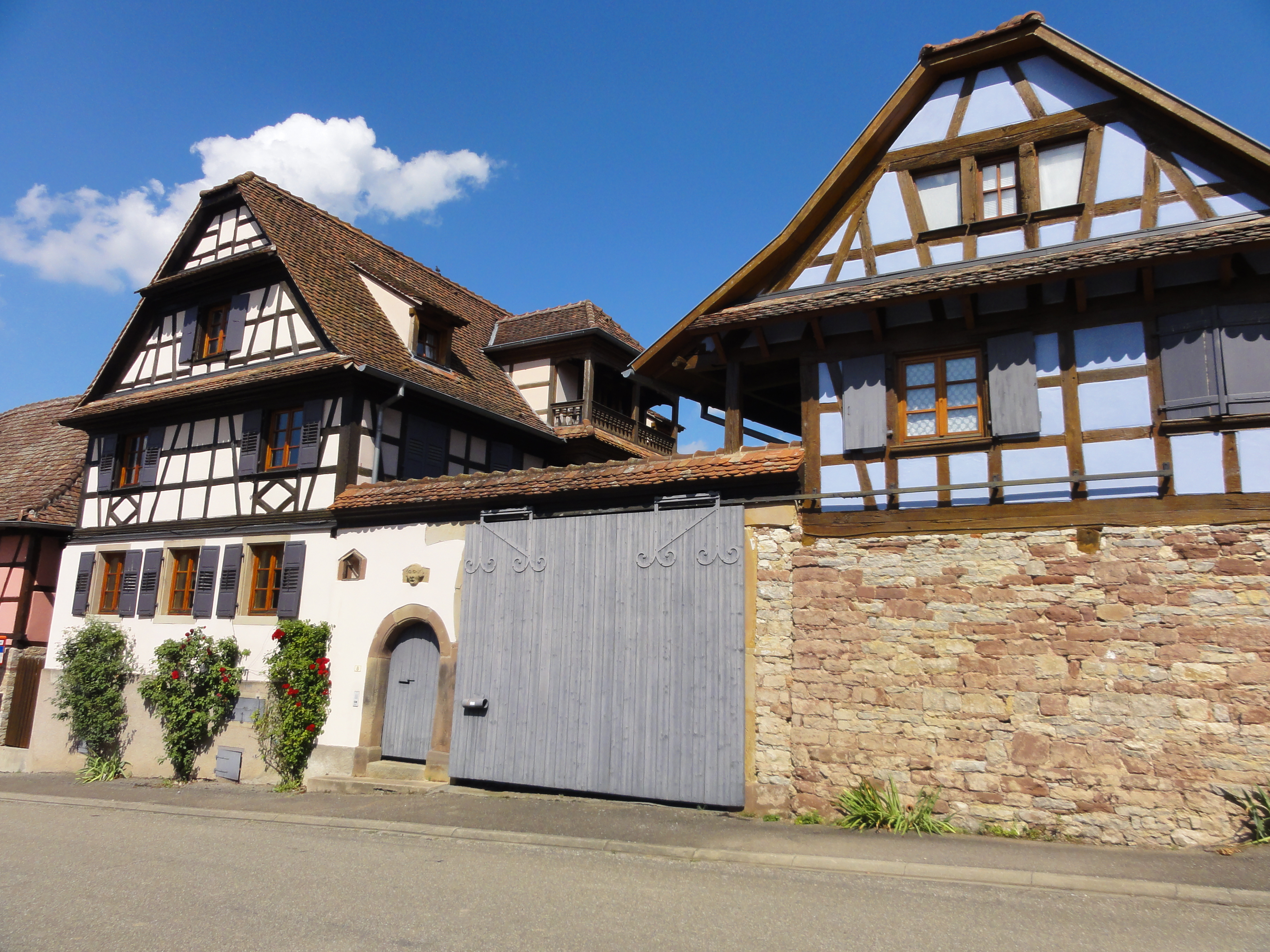
Ferme (XVIIIe), 8 rue Principale (Ittlenheim).

## Personnalités liées à la commune
- Aloysus Huber, né à Ittlenheim en 1815, agitateur politique et figure révolutionnaire, célèbre pour son rôle dans la manifestation du 15 mai 1848.